# Trichopilia grata
Trichopilia grata är en orkidéart som beskrevs av Heinrich Gustav Reichenbach. Trichopilia grata ingår i släktet Trichopilia och familjen orkidéer. Inga underarter finns listade i Catalogue of Life.